# الجمال وراء الجنون
«الجمال وراء الجنون» (بالإنجليزية: Beauty Behind the Madness)‏ هو الألبوم الثاني للمغني الكندي ذا ويكند؛ صُدر في 28 أغسطس 2015 بواسطة شركتي التسجيل والإنتاج إكس أو و ريببلك. الألبوم تعاون فيه مغنون ومنتجون منهم لابرينث، كانييه ويست، إد شيران، لانا ديل راي وآخرون.
الألبوم كان مدعوم بواسطة أغنيتين منفردتين ومع أغنية ترويجية واحدة؛ "Often" صدرت في 31 يوليو 2014 كأغنية ترويجية، «The Hills» و "Can't Feel My Face" لقد صدروا بـ27 مايو و 8 يونيو من عام 2015. "Earned It"، هي أغنية منفردة من الموسيقى التصويرية لفيلم خمسين ظل من جراي وايضاً موجودة بالألبوم. تلقى الألبوم مراجعات إيجابية بشكل عام من النقاد وظهر في المركز الأول في العديد من البلدان.  كان أول ألبوم رقم واحد لذا ويكند في الولايات المتحدة، حيث حصل على 412،000 وحدة مكافئة للألبوم في أسبوعه الأول. كان الألبوم العاشر الأكثر مبيعاً لعام 2015، وفقاً للإتحاد الدولي للصناعة الفونوغرافية، حيث بيعت 1.5 مليون نسخة في جميع أنحاء العالم.  في حفل توزيع جوائز الغرامي الثامن والخمسين في عام 2016، فاز الألبوم بجائزة أفضل ألبوم حضري معاصر وتم ترشيحه لجائزة ألبوم العام.

## تاريخ الصدور
| المنطقة | التاريخ        | الصيغة               | الشركة المنتجة |
| ------- | -------------- | -------------------- | -------------- |
| العالم  | أغسطس 28, 2015 | قرص مضغوط تحميل رقمي | إكس أو ريبببلك |

## روابط خارجية
- الجمال وراء الجنون على موقع ميتاكريتيك (الإنجليزية)
- الجمال وراء الجنون على موقع أول موفي (الإنجليزية)